# مایته پرونی
مایته پرونی بئورلِگی (زاده ۹ مارس ۱۹۸۳) بازیگر، خواننده، ترانه‌سرا و تهیه‌کننده مکزیکی است. او در سال ۲۰۰۴ پس از بازی در تله‌نوولا جوانان مکزیکی «رِبلده» به شهرت بین‌المللی دست یافت که منجر به تشکیل گروه پاپ-راک و نامزد جایزه گرمی لاتین، آر‌بی‌دی شد.
پِرونی به‌عنوان بازیگر، فعالیت حرفه‌ای خود را در سال ۲۰۰۴ آغاز کرد و از آن زمان در چندین سریال تلویزیونی ایفای نقش کرده است. او در سال ۲۰۰۹ از سوی شبکه یونیویژن به‌عنوان «ملکه جدید تله‌نوولاها» معرفی شد. در سال ۲۰۱۶، برای بازی در سریال «ترجیح می‌دهم بمیرم تا اینکه لیچیتا باشم» برنده جایزه پرمیوس تی‌وی‌نوولاس برای بهترین بازیگر زن شد. او همچنین در سریال‌های نتفلیکس «آرزوی تاریک» و «تریادا» بازی کرده است که در سریال اخیر نقش سه‌قلوها را ایفا نمود. پِرونی همچنین صداپیشگی شخصیت «دی» را در مجموعه فیلم‌های «هوئوس» از سومین فیلم این مجموعه به عهده داشته است. او همچنین صدای «پری دندان» را در دوبله اسپانیایی آمریکای لاتین فیلم انیمیشن «ظهور نگهبانان» محصول دریم‌ورکس در سال ۲۰۱۲ ارائه کرده است.
در سال ۲۰۱۲، پِرونی قراردادی با گروه موسیقی وارنر امضا کرد و سال بعد، اولین آلبوم انفرادی خود به نام «خسوف ماه» را منتشر نمود که در رتبه سوم جدول آمپروفون، جدول اصلی آلبوم‌های مکزیک قرار گرفت و به ترتیب در رتبه‌های نهم و دوم جدول‌های بیلبورد تاپ لاتین آلبومز و لاتین پاپ آلبومز قرار گرفت.

## زندگی شخصی
مایته پرونی در حال حاضر در لس‌آنجلس، کالیفرنیا زندگی می‌کند. او از سال ۲۰۱۳ تا ۲۰۲۰ با کوکو استامبوک، موسیقیدان و تهیه‌کننده شیلیایی، در رابطه بود. در سال ۲۰۲۱، پرونی رابطه‌ای با تهیه‌کننده آندرس تووار آغاز کرد. آن‌ها در سپتامبر ۲۰۲۲ نامزدی خود را اعلام کردند و در ۹ اکتبر ۲۰۲۲ ازدواج کردند. در ۶ ژانویه ۲۰۲۳، پرونی اعلام کرد که در انتظار اولین فرزند خود است. دختر آن‌ها، لیا، در ماه مه همان سال به دنیا آمد.

## اوایل زندگی
مایته پِرونی بئورلِگی در شهر مکزیکو زاده شد، اما تا ۱۲ سالگی در گوادالاخارا بزرگ شد، زمانی که خانواده‌اش به شهر مکزیکو بازگشتند. او دو برادر کوچکتر به نام‌های آدولفو (زاده ۱۹۸۶) و فرانسیسکو (زاده ۱۹۹۲) دارد. در کودکی، پِرونی به بازیگری علاقه‌مند بود و در بسیاری از آگهی‌های تلویزیونی و برخی موزیک‌ویدیوها ظاهر شد. در مدرسه، او در فعالیت‌های بازیگری، هنر، آواز و رقص مشارکت داشت.
وی همچنین به‌عنوان رقصنده در برنامه‌ای از شبکه دیزنی شرکت کرد. پس از فارغ‌التحصیلی از دبیرستان، پِرونی در مرکز آموزش هنری (سی‌ای‌اِی)، مدرسه بازیگری وابسته به «تِلِویژیا»، ثبت‌نام کرد و دوره سه‌ساله را در دو سال به پایان رساند. پس از فارغ‌التحصیلی، نقش گوادالوپه «لوپیتا» فرناندز را در تله‌نوولای مکزیکی «رِبلده» به دست آورد. او یکی از شش شخصیت اصلی سریال بود، همراه با آنایی، دولسه ماریا، کریستین چاوز، آلفونسو هررا و کریستوفر فون اوکرمان. این سریال سه فصل ادامه یافت.
از طریق گروه موسیقی «آر‌دی‌بی» که پِرونی عضوی از آن بود، او به‌عنوان یک هنرمند ضبط فعالیت کرد و کنسرت‌هایی با بلیت‌های فروخته‌شده در برزیل، مکزیک، اسپانیا و اکوادور برگزار کرد. اولین آلبوم انفرادی او، «خسوف ماه»، در اوت ۲۰۱۳ توسط شرکت وارنر برادرز منتشر شد و موفقیتی تجاری به شمار می‌رفت. این آلبوم به‌سرعت به رتبه سوم جدول آلبوم‌های مکزیک و رتبه دوم جدول آلبوم‌های پاپ لاتین بیلبورد صعود کرد.
در سال ۲۰۱۴، پِرونی خط تولید لباس خود را با نام «کولکسیون مایته پِرونی» راه‌اندازی کرد. او میزبانی رویدادهای معتبری مانند «جوایز لو نوئسترو ۲۰۱۵» و «مراسم بیست و پنجمین سالگرد جوایز میراث اسپانیایی» را بر عهده داشته است.
طی دهه ۲۰۱۰، مایته صداپیشگی نقش‌های اصلی در نسخه‌های اسپانیایی چندین فیلم را بر عهده داشت، از جمله فیلم دریم‌ورکس «ظهور نگهبانان» در نقش «پری دندان»، فیلم «انتخاب سگ‌ها» از ناهوالا فیلم در نقش «مایته ترانووا» و «یک خروس با تخم‌های فراوان» از هوئوکارتون در نقش «دی».

### حرفه تلویزیونی
حرفه تلویزیونی مایته با بازی در تله‌نوولای «رِبلده» آغاز شد. از این سریال، گروه موسیقی «آر‌دی‌بی» شکل گرفت که مایته یکی از خوانندگان اصلی آن بود. او به این گروه کمک کرد تا به شهرت و تحسین جهانی دست یابد؛ آن‌ها جوایز متعددی از جمله «بهترین گروه سال»، «بهترین آلبوم سال»، «بهترین کنسرت» و «بهترین ترانه سال» دریافت کردند. «آر‌دی‌بی» بیش از ۵۰ میلیون نسخه رکورد فروخته و سالن‌هایی مانند استادیوم ماراکانا در برزیل، مدیسون اسکوئر گاردن در نیویورک، کولوسئوم لس‌آنجلس، آرنای آمریکن ایرلاینز در میامی، استادیوم ویسنته کالدرون در اسپانیا، آئودیتوریو ناسیونال و کاخ ورزش در شهر مکزیکو را به‌طور کامل پر کرده است.

محبوبیت او در سال ۲۰۰۸ زمانی تثبیت شد که از سوی جوانان مکزیک به‌عنوان یکی از اولین زنان لاتین انتخاب شد که عروسک باربی به شکل او ساخته شد. عروسک باربی مایته پِرونی در مکزیک، سایر نقاط آمریکای لاتین، ایالات متحده و اسپانیا موفقیتی بزرگ به دست آورد.

مایته پرونی و ویلیام لوی در تقدیر یک فرشته

پِرونی جوایز متعددی دریافت کرده است، از جمله جایزه تی‌وی‌نوولاس برای «بهترین بازیگر جوان» برای تله‌نوولای «تقدیر یک فرشته»، جایزه تی‌وی‌نوولاس برای «محبوب‌ترین هنرمند شبکه‌های اجتماعی ۲۰۱۱»، جایزه «الهام‌بخش آلتا ۲۰۱۶» از آلتا مد، جایزه تی‌وی‌نوولاس برای «بهترین بازیگر نقش اول زن» و «محبوب‌ترین بازیگر نقش اول زن» در «جوایز جوانی ۲۰۱۶» برای تله‌نوولای «آنته‌س موئرتا که لیچیتا».
او اولین آلبوم انفرادی خود را در سال ۲۰۱۳ با عنوان «خسوف ماه» منتشر کرد. موزیک‌ویدیوی اولین تک‌آهنگ آلبوم، «تو و من»، طی «جوایز جوانی ۲۰۱۳» که از شبکه یونیویژن پخش شد و بیش از ۱۳ میلیون بیننده داشت، منتشر شد. این سی‌دی به رتبه دوم جدول پاپ لاتین ایالات متحده رسید.
در ژوئیه ۲۰۱۶، او تک‌آهنگ جدید خود، «آدیکتا»، را منتشر کرد. موزیک‌ویدیوی رسمی آن بیش از ۷.۵ میلیون بازدید در یوتیوب داشته است. در همان سال، او جوایز موسیقی متعددی از جمله «بهترین هنرمند زن لاتین / بهترین موزیک‌ویدیوی زن لاتین - آدیکتا» در «جوایز موسیقی لاتین ایتالیا ۲۰۱۶» و «هنرمند لاتین سال» از سوی «لا کاخا د موزیکا» در اسپانیا دریافت کرد.
مایته به دلیل زیبایی‌اش شهرت دارد و در سال ۲۰۱۶ در فهرست «۱۰۰ چهره زیبای جهان» از سوی «تی‌سی کندلر» به‌عنوان تنها مکزیکی برای پنج سال متوالی در میان ده نفر برتر قرار گرفت. او همچنین برای هشت سال پیاپی در فهرست «۵۰ فرد زیبای جهان» مجله پیپل به زبان اسپانیایی حضور داشته است. مایته برای مدت طولانی سفیر برند پرواکتیو در بازار اسپانیایی‌تبار ایالات متحده بوده است.
مایته به زبان‌های اسپانیایی و انگلیسی مسلط است. او سفیر سازمان PADF است که با هدف افزایش آگاهی و مبارزه با کار کودکان فعالیت می‌کند. مجله ورایتی در سال ۲۰۱۵ مایته را به‌عنوان یکی از «۱۰ زن لاتین برجسته» معرفی کرد. او همچنین برای مدت طولانی سفیر برند پرواکتیو در بازار اسپانیایی‌تبار ایالات متحده بوده است، او همچنین قرارداد ضبطی با وارنر موزیک دارد.

## حرفه

#### حرفه بازیگری

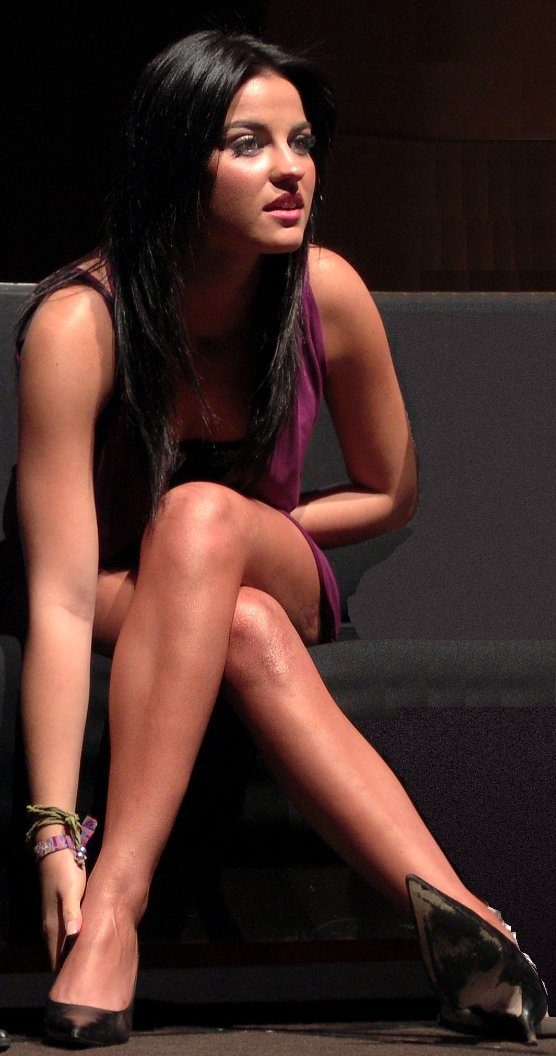
پرونی در سال ۲۰۰۶

مایته پرونی اولین تجربه بازیگری خود را با بازی در سریال «رِبلده»، بازسازی تله‌نوولای تحسین‌شده آرژانتینی «رِبلده وی»، آغاز کرد. او نقش گوادالوپه فرناندز (لوپیتا) را ایفا کرد، دختری نوجوان از خانواده‌ای پایین‌طبقه که فرصتی برای تحصیل در مدرسه خیالی الیت وی پیدا می‌کند. سریال رِبلده از سال ۲۰۰۴ تا ۲۰۰۶ پخش شد و ۴۴۰ قسمت را شامل می‌شد.
پس از موفقیت رِبلده، در سال ۲۰۰۷، شبکه تلوئیسا سریال «آر‌بی‌دی: لا فامیلیا» را منتشر کرد که اعضای گروه آر‌بی‌دی در آن بازی کردند. شخصیت‌های این سیتکام بر اساس نقش‌های گروه در رِبلده نبودند، بلکه شباهت‌هایی با شخصیت‌های واقعی بازیگران داشتند. «آر‌بی‌دی: لا فامیلیا» اولین برنامه مکزیکی بود که به‌صورت کامل با کیفیت بالا فیلم‌برداری شد و از ۱۴ مارس ۲۰۰۷ تا ۱۳ ژوئن ۲۰۰۷ پخش شد و تنها ۱۳ قسمت داشت.
در سال ۲۰۰۸، پرونی در نقش اصلی سریال «تقدیر یک فرشته» در کنار ویلیام لوی به ایفای نقش پرداخت. این سریال در سراسر جهان موفقیت بزرگی کسب کرد. او در سومین نقش اصلی خود در سریال «گناهم» در مقابل اوخنیو سیلر ایفای نقش کرد. همچنین در فصل سوم سریال «زنان قاتل» در اپیزود ششم به نام «لاس بلانکو، ویوداس» همراه با دیانا براچو، لوز ماریا آگیلار و مارک تاچر حضور داشت.
در سال ۲۰۰۹، پرونی توسط شبکه یونیویژن به‌عنوان ملکه جدید تله‌نوولاها معرفی شد. در سال ۲۰۱۰، تأیید شد که مایته با هم‌بازی سابق خود، ویلیام لوی، در سریال «پیروزی عشق»، بازسازی یک سریال کلاسیک ونزوئلایی به نام کریستال، بازی خواهد کرد. در سال ۲۰۱۲، پرونی برای بازی در کنار پدرو فرناندز در سریال «تکه‌ای از بهشت»، پنجمین نقش اصلی خود، انتخاب شد. در سال ۲۰۱۴، تأیید شد که پرونی در ششمین نقش اصلی خود در تله‌نوولایی به نام «گربه» در کنار دانیل آرناس، اریکا بوئنفیل و لورا زاپاتا بازی خواهد کرد. این سریال از ۵ مه ۲۰۱۴ پخش شد.
در ۱۲ ژوئیه ۲۰۱۴، مجله پیپل به زبان اسپانیایی پرونی را به‌عنوان ملکه جدید تله‌نوولاهای مکزیک معرفی کرد. در سال ۲۰۱۵، پرونی هفتمین نقش اصلی خود را در کنار آراث دلا توره در سریال «آنته‌س موئرتا که لیچیتا» به دست آورد. این سریال بلافاصله در مکزیک و ایالات متحده به موفقیت رسید و پرونی برای تبلیغ آن به ایالات متحده دعوت شد، زیرا طرفداران زیادی در آمریکای شمالی دارد.
در سال ۲۰۱۷، او هشتمین نقش اصلی خود را در کنار سباستین رولی در سریال «پدر تمام‌عیار» ایفا کرد. اخیراً، او قراردادی کلی با پلتفرم پانتایا امضا کرده است.

#### حرفه موسیقی

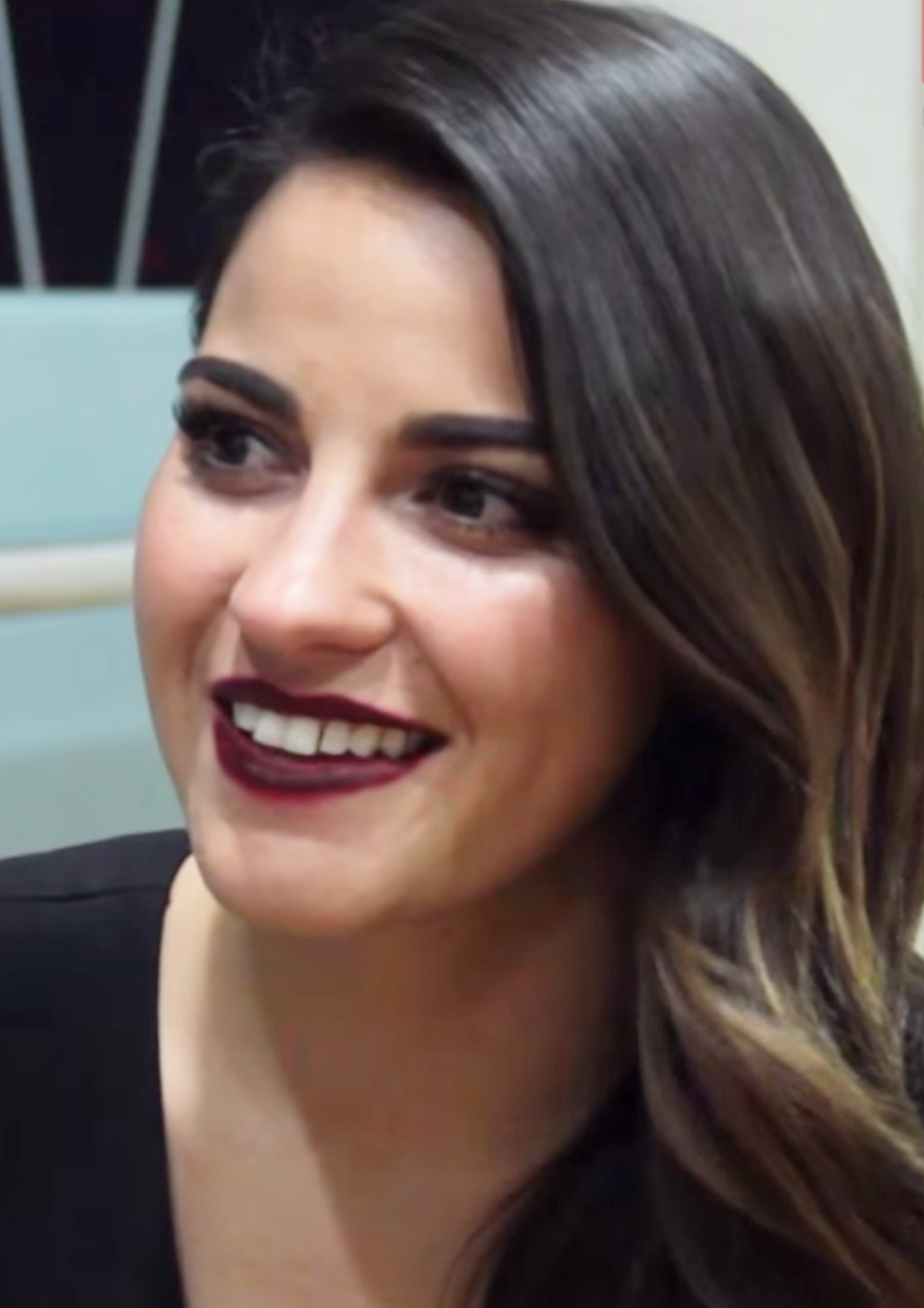
مایته پرونی در جشنواره بین‌المللی فیلم گوادالاخارا، مارس ۲۰۱۶

پرونی یکی از اعضای گروه محبوب آر‌بی‌دی بود که پس از موفقیت سریال پربیننده رِبلده شکل گرفت. تاکنون، آر‌بی‌دی ۹ آلبوم استودیویی منتشر کرده است، از جمله آلبوم‌هایی به زبان‌های اسپانیایی، پرتغالی و انگلیسی. آن‌ها بیش از ۱۵ میلیون آلبوم در سراسر جهان فروخته‌اند و تورهای بین‌المللی متعددی در آمریکای لاتین و اروپا برگزار کرده‌اند.
مایته ترانه «شاید فردا» را برای چهارمین آلبوم اسپانیایی‌زبان آر‌بی‌دی، «از صفر شروع کن»، نوشت و به‌صورت تک‌خوان ترانه اصلی این آلبوم را اجرا کرد.
در ۸ اوت ۲۰۰۸، آر‌بی‌دی پیامی منتشر کرد که اعلام کرد تصمیم به جدایی گرفته‌اند. آن‌ها آخرین تور خود به نام «تور خداحافظی جهانی» را برگزار کردند که در اوایل سال ۲۰۰۹ به پایان رسید. پرونی به دلیل فیلم‌برداری سریال «تقدیر یک فرشته» بخشی از این تور را غایب بود. او برای «تقدیر یک فرشته» سه ترانه به نام‌های «این تنهایی»، «جدا از تو» و «با تو» نیز ضبط کرد.
او ترانه‌ای با گروه ریک به نام «گناهم» ضبط کرد که به‌عنوان ترانه ابتدایی سریال «گناهم» استفاده شد. همچنین ترانه‌ای با مارکو دی مائورو به نام «از امروز» ضبط کرد که بخشی از موسیقی متن سریال «پیروزی عشق»، چهارمین نقش اصلی او، بود. در سال ۲۰۱۲، پرونی تک‌آهنگ «قلبم را به تو می‌دهم» را منتشر کرد که برای سریال «تکه‌ای از بهشت» استفاده شد. در اواخر سال ۲۰۱۲، پرونی اعلام کرد که اولین آلبوم انفرادی خود به نام «خسوف ماه» را ضبط خواهد کرد.
در ۱۶ ژوئیه ۲۰۱۳، پرونی ترانه‌ای به سبک باچاتا به نام «تو و من» منتشر کرد. در مه ۲۰۱۴، او ترانه دیگری به سبک باچاتا به نام «می‌خواهی برگردی» منتشر کرد که ترانه اصلی سریال «گربه» بود. در ژوئن ۲۰۱۴، پرونی ترانه‌ای دوصدایی با الکس اوباگو به نام «همه آن‌چه هستم» منتشر کرد که ترانه عاشقانه زوج اصلی در سریال «گربه» بود. در ۱۴ ژوئیه ۲۰۱۶، پرونی اولین تک‌آهنگ خود به نام «آدیکتا» را منتشر کرد. او این ترانه را در مراسم جوایز جوانی ۲۰۱۶ اجرا کرد. این ترانه در آلبوم جدید او که به‌زودی منتشر خواهد شد، گنجانده می‌شود.

#### محصولات و تأییدها

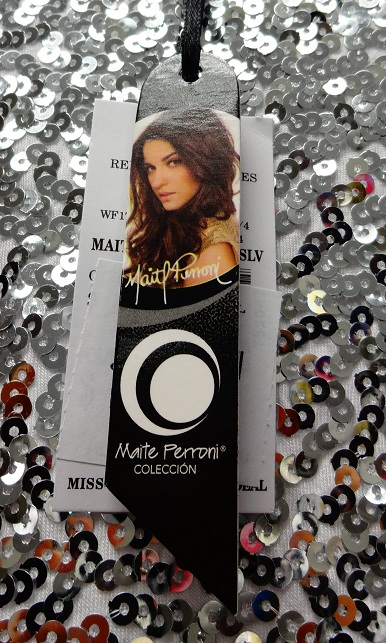
کولکسیون مایته پرونی

مایته مدل تبلیغاتی برند نیکس کازمتیکس است. در سال ۲۰۰۷، عروسک باربی بر اساس شخصیت او در سریال رِبلده منتشر شد. همچنین مایته در تبلیغات برندهای ژیرافاس، پپسی، پرواکتیو، تله‌تون، پنتن و کوپل حضور داشته است.
در پاییز ۲۰۱۴، پرونی با فروشگاه‌های نشنال همکاری کرد تا خط مد معاصر خود به نام کولکسیون مایته پرونی را معرفی کند که از طراحان مورد علاقه او الهام گرفته شده و منعکس‌کننده سلیقه شخصی اوست. او در این باره گفته است: «زنان لاتین که خود را می‌پذیرند، خود را دوست دارند... که می‌خواهند زیبا به نظر برسند و احساس بهتری داشته باشند، که ویژگی‌های خود را به حداکثر می‌رسانند و نقص‌هایی که به جهان نشان می‌دهند را تحلیل می‌کنند... و کشف می‌کنند که خود را دوست دارند و پرشور هستند... و می‌دانند چگونه با زندگی روبرو شوند، چگونه زندگی کنند، زندگی ببخشند و زنده باشند، کسانی که خودشان هستند و از کلیشه‌ها پیروی نمی‌کنند.»
او همچنین در ژوئن ۲۰۰۹، حمایت خود را از حزب سبز اکولوژیست مکزیک اعلام کرد.

## فیلم‌ها
| سال  | عنوان                | نقش         | یادداشت‌ها                               |
| ---- | -------------------- | ----------- | --------------------------------------- |
| ۲۰۱۲ | ورود کنرادو سیرا     | نینفا       |                                         |
| ۲۰۱۴ | منشأ نگهبانان        | پری دندان   | نقش صوتی؛ دوبله اسپانیایی آمریکای لاتین |
| ۲۰۱۵ | تیم سگ‌ها             | مایت ترنووا | نقش صوتی                                |
| ۲۰۱۵ | خروسی با تخم‌های زیاد | دی          | نقش صوتی                                |
| ۲۰۱۸ | نقاشی آسمان          | سوفیا       |                                         |
| ۲۰۱۹ | دوبار باردار         | کریستینا    | همچنین تهیه‌کننده                        |
| ۲۰۲۰ | نجات تخم‌مرغ‌ها        | دی          | نقش صوتی                                |
| ۲۰۲۱ | بدون تو نمی‌توانم     | بلانکا      | نقش اصلی                                |
| ۲۰۲۲ | تخم‌مرغ‌های یخ‌زده      | دی          | نقش صوتی                                |
| ۲۰۲۴ | هم‌اتاقی              | دانیلا      |                                         |

## تلویزیون
| سال       | عنوان                | نقش                                                         | یادداشت‌ها                      |
| --------- | -------------------- | ----------------------------------------------------------- | ------------------------------ |
| ۲۰۰۴      | سرکش                 | گوادالوپه "لوپیتا" فرناندز                                  | نقش اصلی؛ ۴۳۹ قسمت             |
| ۲۰۰۷      | آر‌بی‌دی: خانواده      | مای                                                         | نقش اصلی؛ ۱۳ قسمت              |
| ۲۰۰۷      | لولا، روزی روزگاری   | "سیندرلا جدید"                                              | ۱ قسمت                         |
| ۲۰۰۸      | تقدیر یک فرشته       | ماریا د خسوس "ماریچوی" ولارد                                | نقش اصلی                       |
| ۲۰۰۹      | گناهم                | لوکرسیا کوردوبا پدرازا د اوئرتا                             | نقش اصلی                       |
| ۲۰۱۰      | زنان قاتل            | استلا بلانکو                                                | قسمت: "خانواده بلانکو، بیوه‌ها" |
| ۲۰۱۰      | پیروزی عشق           | ماریا ایتوربیده گوتیرز د ساندوال                            | نقش اصلی                       |
| ۲۰۱۲      | تکه‌ای از آسمان       | رناتا لاندروس د فرانکو                                      | نقش اصلی                       |
| ۲۰۱۴      | گربه                 | اسمرالدا "گربه" / رناتا د لا سانتا کروز                     | نقش اصلی                       |
| ۲۰۱۵      | قبل از مرگ تا لیچیتا | آلیسیا "لیچیتا" گوتیرز لوپز                                 | نقش اصلی                       |
| ۲۰۱۷      | پدر تمام‌عیار         | رنه سانچز مورنو                                             | نقش اصلی                       |
| ۲۰۱۹–۲۰۲۱ | بازی کلیدها          | آدریانا "آدری" رومرو                                        | نقش اصلی؛ ۱۸ قسمت              |
| ۲۰۲۰      | وارثان تصادفی        | لوپیتا "لو" مارکز                                           | نقش اصلی؛ ۱۳ قسمت              |
| ۲۰۲۰      | چگونه مجرد بمانیم    | خودش                                                        | قسمت ۷: "کمدی رمانتیک"         |
| ۲۰۲۰–۲۰۲۲ | هوس تاریک            | آلما کینتانا سولارس                                         | نقش اصلی؛ ۳۳ قسمت              |
| ۲۰۲۲      | چه کسی سارا را کشت؟  | آلما کینتانا سولارس                                         | قسمت ۳: "زنده یا مرده"         |
| ۲۰۲۳      | تریادا               | ربکا فوئنتس / آلیدا تروخانو / تامارا سانچز (سه‌قلوهای همسان) | نقش اصلی                       |